# Lithoporella
Lithoporella, rod crvenih algi iz porodice Mastophoraceae, dio reda Corallinales. Postoji šest priznatih vrsta; tipična je L. melobesioides.
Taksonomski je priznat kao zaseban rod.

## Vrste
1. Lithoporella atlantica (Foslie) Foslie
2. Lithoporella bermudensis (Foslie) W.H.Adey
3. Lithoporella indica (Foslie) Adey
4. Lithoporella lapidea (Foslie) Foslie
5. Lithoporella melobesioides (Foslie) Foslie - tip
6. Lithoporella sauvageaui (Foslie) Adey